# Миколаївська церква (Данилово)
Микола́ївська це́рква — пам'ятка архітектури національного значення. Розташовується у селі Данилово Хустського району Закарпатської області. Охоронний номер — 214/1 згідно з постановою від 24 серпня 1963 року. Належить до типу культових споруд. Друга відома назва, яка вживається — храм Святого Миколая Чудотворця. Споруда належить Русинській греко-католицькій церкві.

## Історія
Храм був заснований 14 травня 1779 року. Про це свідчить надпис на дверях пам'ятки архітектури. Для зведення церкви було використано 5000 курячих та гусячих яєць. Завдяки географічному розташуванню, церква входить до складу Золотого церковного чотирикутника. Така умовна назва виникла у географічної області, по краям якої розташовуються чотири селища, в яких збудовані та збереженні давні дерев'яні церковні споруди. Серед дерев'яних церков, побудованих у готичному стилі у цьому районі, Миколаївська церква є однією з наймолодших.
В 1914 році нижче головного входу до храму встановили кам'яний хрест. До 1920 року у церкві правив останній греко-католицький священик отець Азарій. У середині 70-х років був замінений дах церкви. Архітектори І. Могитич та Л. Дмитрович провели реставраційні роботи у храмі Святого Миколая Чудотворця у 1968 році. У 1984 році кріплення хреста було відремонтоване. Богослужіння в церкві проводились щонеділі, для цього до храму приходив священик із Золотарьово.Після того, як храм опинився у розпорядженні греко-католиків, у ньому відбулась перша служба навесні 2005 року. Наразі храм зачинений, богослужіння в ньому припинені і його відвідують лише туристи. У період з 2005 по 2006 рік з даху церкви в деяких місцях зняли покриття. Були надані матеріали для проведення реставраційних робіт, проте роботи не були виконані. В 2011 році з'явились повідомлення щодо аварійного стану церкви. В цей же період Михайло Дудаш — сільський голова Данилово, повідомив про наміри щодо створення організації «За відродження Данилово», яка допомогла б зберегти історичну та архітектурну пам'ятку.В тому ж 2011 році відбулась реставрація церкви, а 2012 велись реставраційні роботи у дзвіниці Щоб дістатись до пам'ятки архітектури, необхідно проїхати на південний схід 12 кілометрів від міста Хуст по шосе Мукачево-Рахів-Яремче.
При прибутті до села Сокирниця, автомобіль має повернути наліво і проїхати 7,5 кілометрів до села Данилово. Щоб потрапити до приміщення храму, необхідно звернутись до однієї із місцевих жительок.При церкві Святого Миколая Чудотворця розташувався музей, засновницею якого є Павліна Шимон. Музей історії храму розташовується на вулиці проспект Миру, 120. Тепер церквою-пам'яткою користується невелика греко-католицька громада.

## Архітектура
Дерев'яний храм Святого Миколая Чудотворця — взірець мармарошської готики. Церква двозрубна та тридільна. Споруда побудована з врахуванням найкращих традицій закарпатської народної школи. Побудована без використання цвяхів.Розташовується у центральній частині села на конусоподібному пагорбі. Має високий та тонкий шпиль. Висота шпилю сягає 14 метрів
. Фундамент будівлі виготовлений з каменю, сама будівля побудована з використанням дубових брусів. Поряд з церквою розташовується двохярусна каркасна дзвіниця. Її другий ярус покривають леміш
 та ґонт. Дзвіниця має каркасну конструкцію та три дзвони. З західної сторони фасаду церква завершується закритим ґанком зі зробленими фігурними віконцями. Над ґанком відкривається галерея. Церковний іконостас містить 9 ікон, які відносяться до 18 століття. 
Стіни будівлі були вкриті розписами німецького художника І. Корнмаера, створеними у 1828 році. На західній частині вівтаря був збережений надпис щодо авторства художника. Існують дані щодо часткового знищення розписів через підвищену вологість у приміщенні. Для покриття даху використали ґонт, під дахом вежі розташовується аркада. Коробовий тип склепінь був використаний всередині для перекриття нави та вівтаря. Бабинець перекриває плоска стеля. Хори розташовуються із західної сторони нави. Виріз, який міститься між навою та бабинцем, приймає вигляд ажурної арки. Каркасна вежа, яка починається над бабинцем, увінчується високим шпилем та чотирма наріжними шпилями. Зруб нави та бабинець мають двосхилий дах та опасання. Вівтарний зруб менший за розмірами і його вкриває стрімкий дах. Вікна нави мають квадратну форму. Вони заґратовані, для цього були використані прутики в яких вигинались «вусики». Всередині церкви відділяється бабинець від нави та вівтаря дерев'яною ажурною аркою. До західного фасаду прилягає закрите кільце, яке є зрубом бабинця. Архітектурні риси, характерні такій групі будівель, особливо виразні в Миколаївській церкві в Данилово.

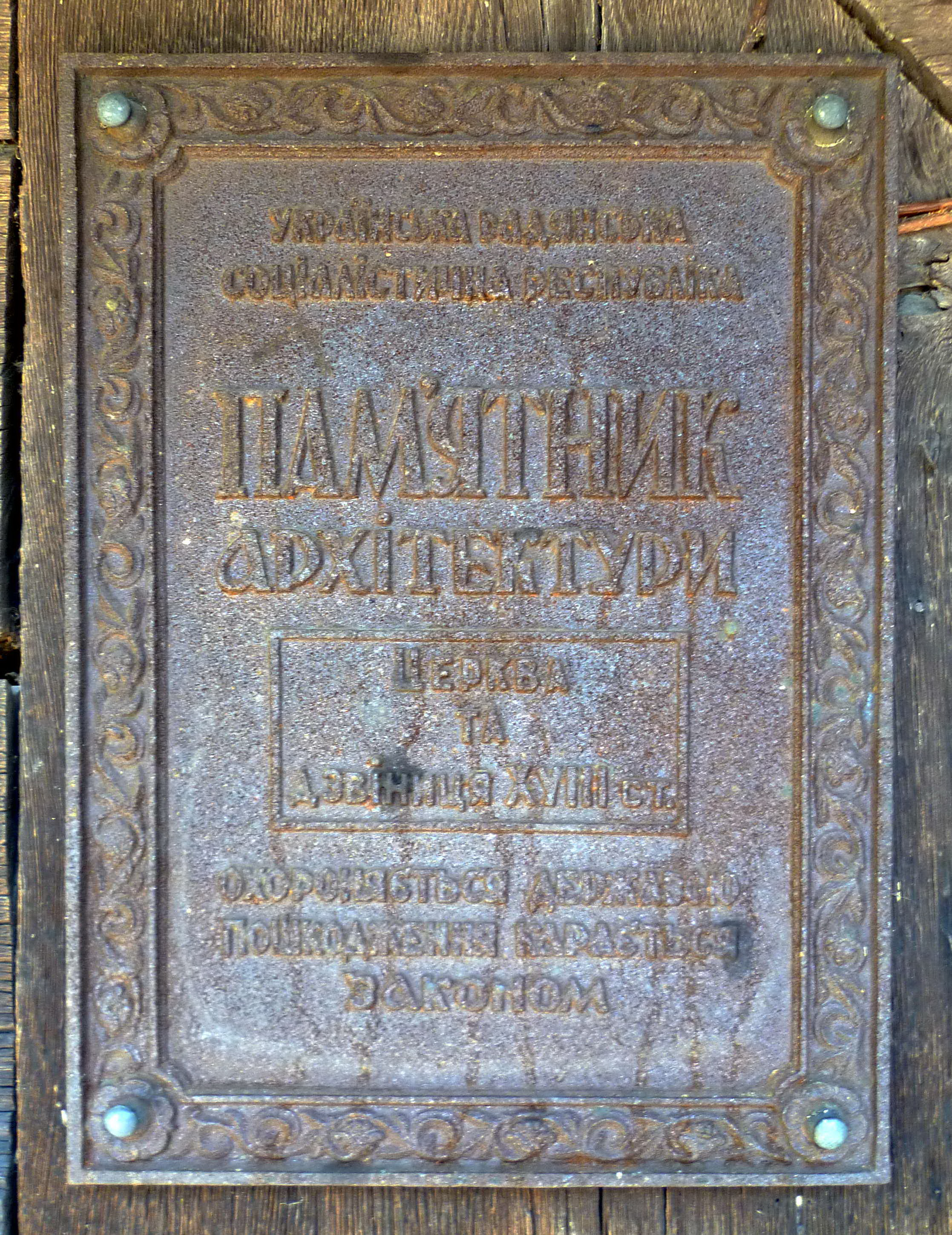
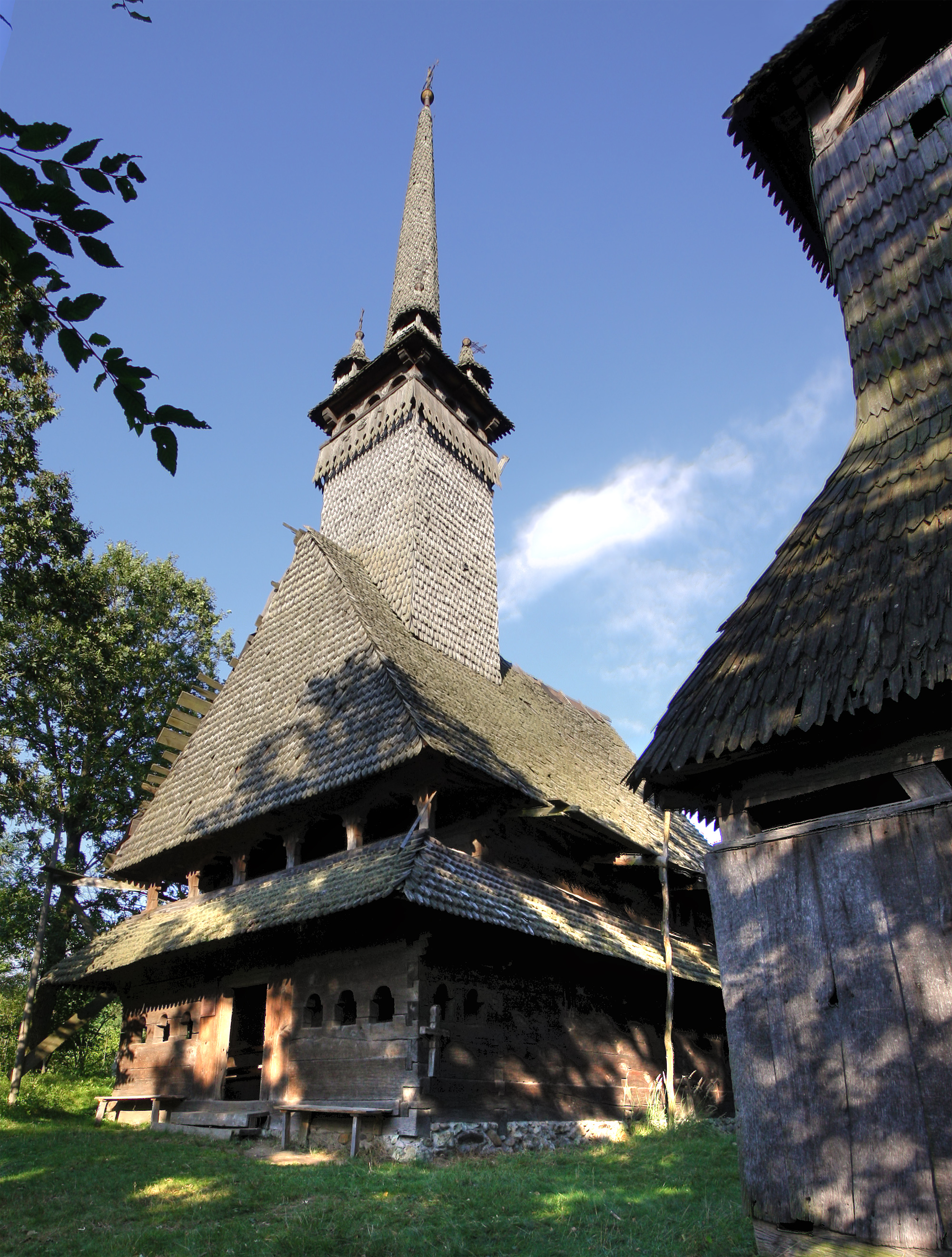
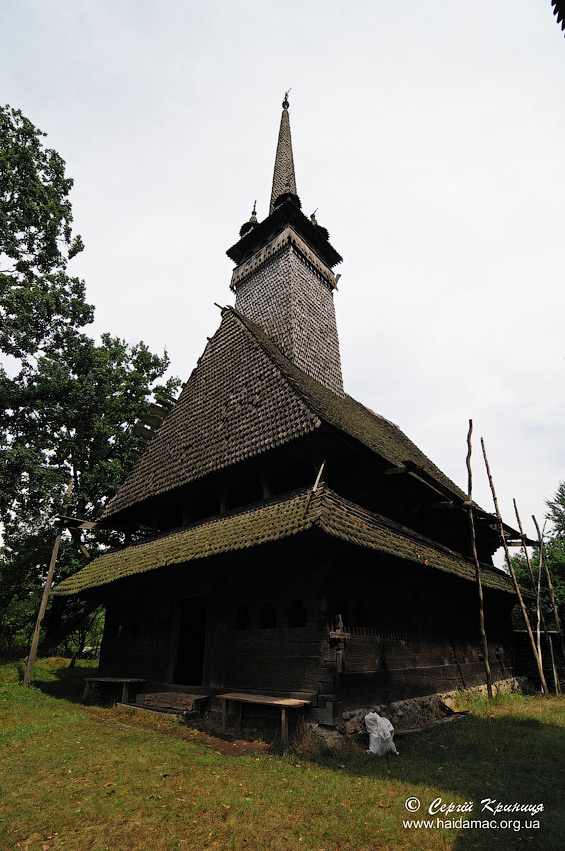
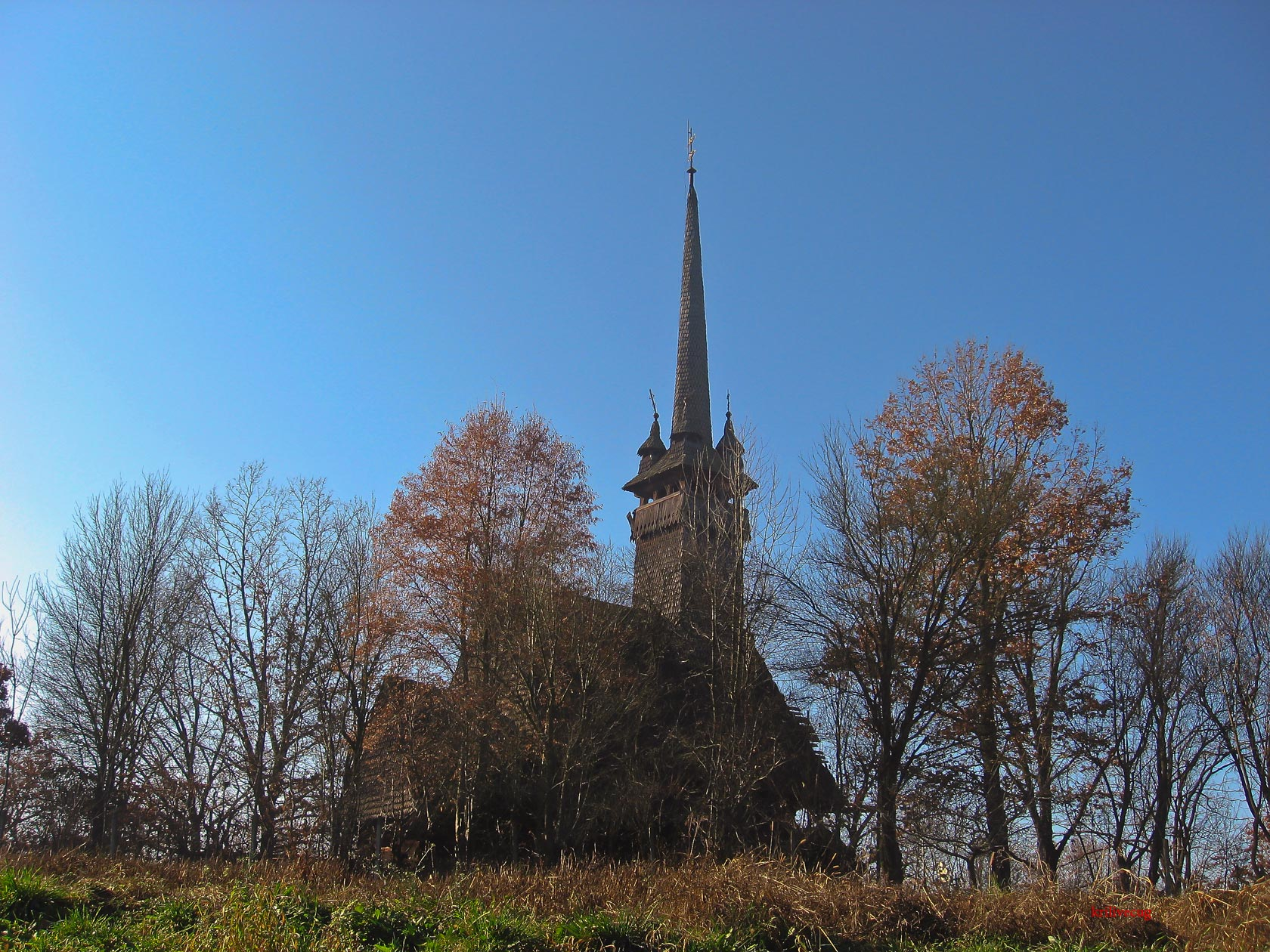
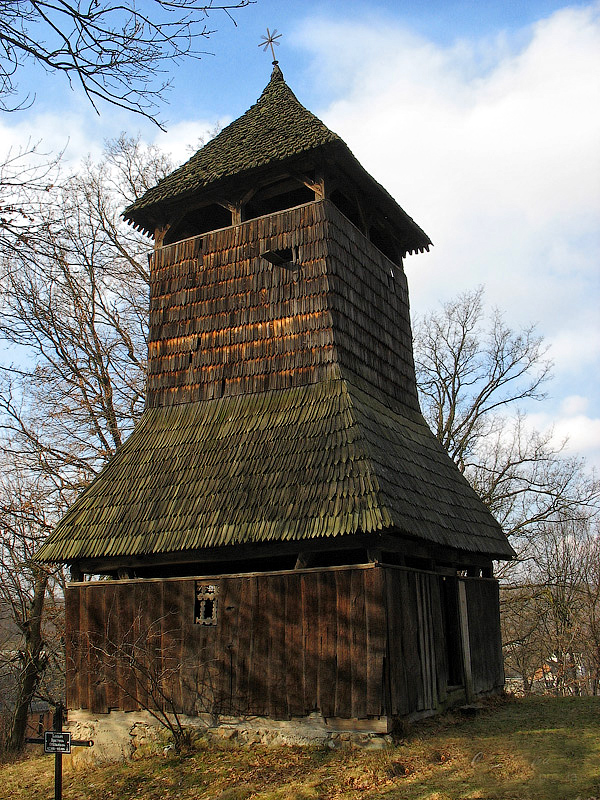
Дзвіниця Миколаївської церкви
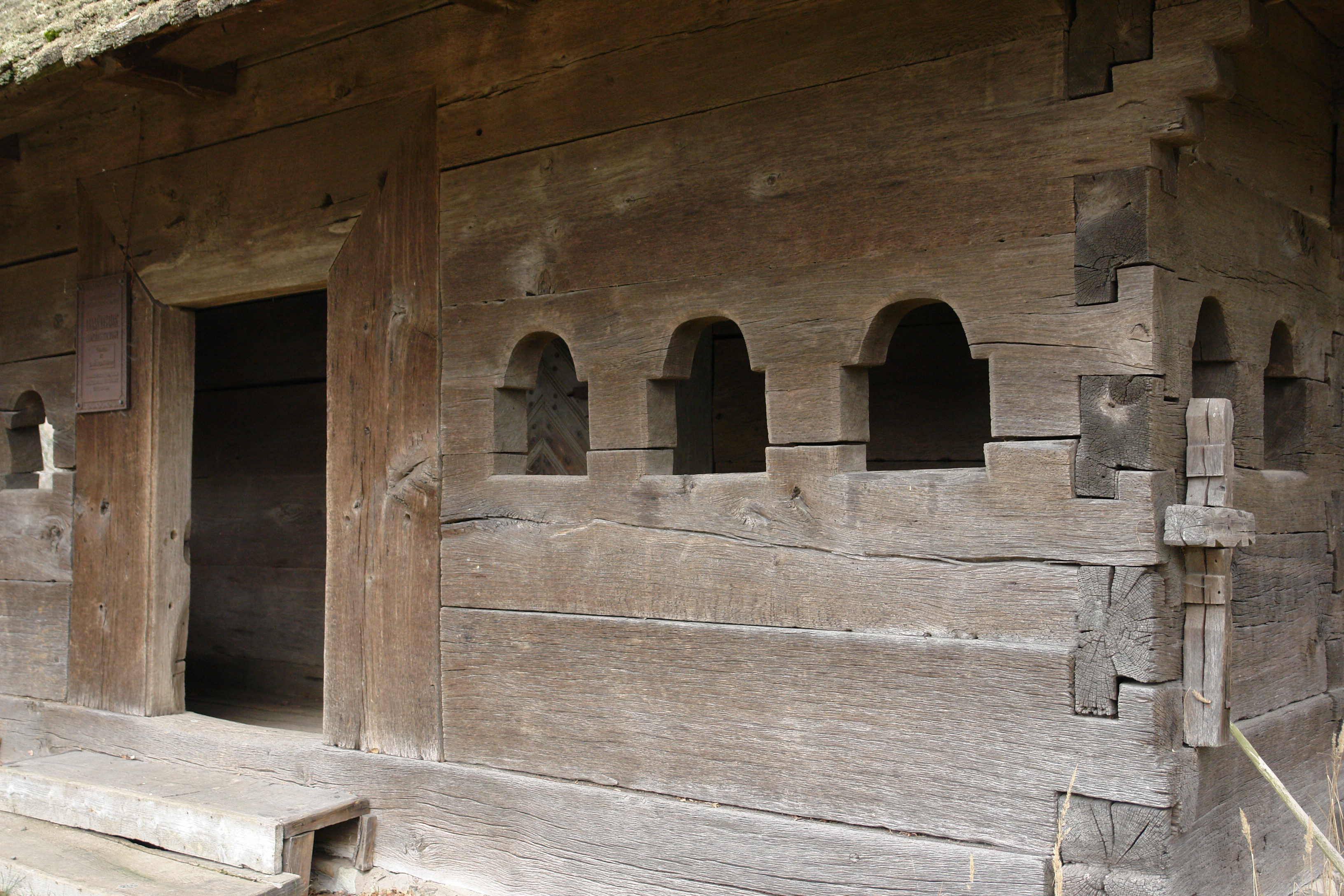
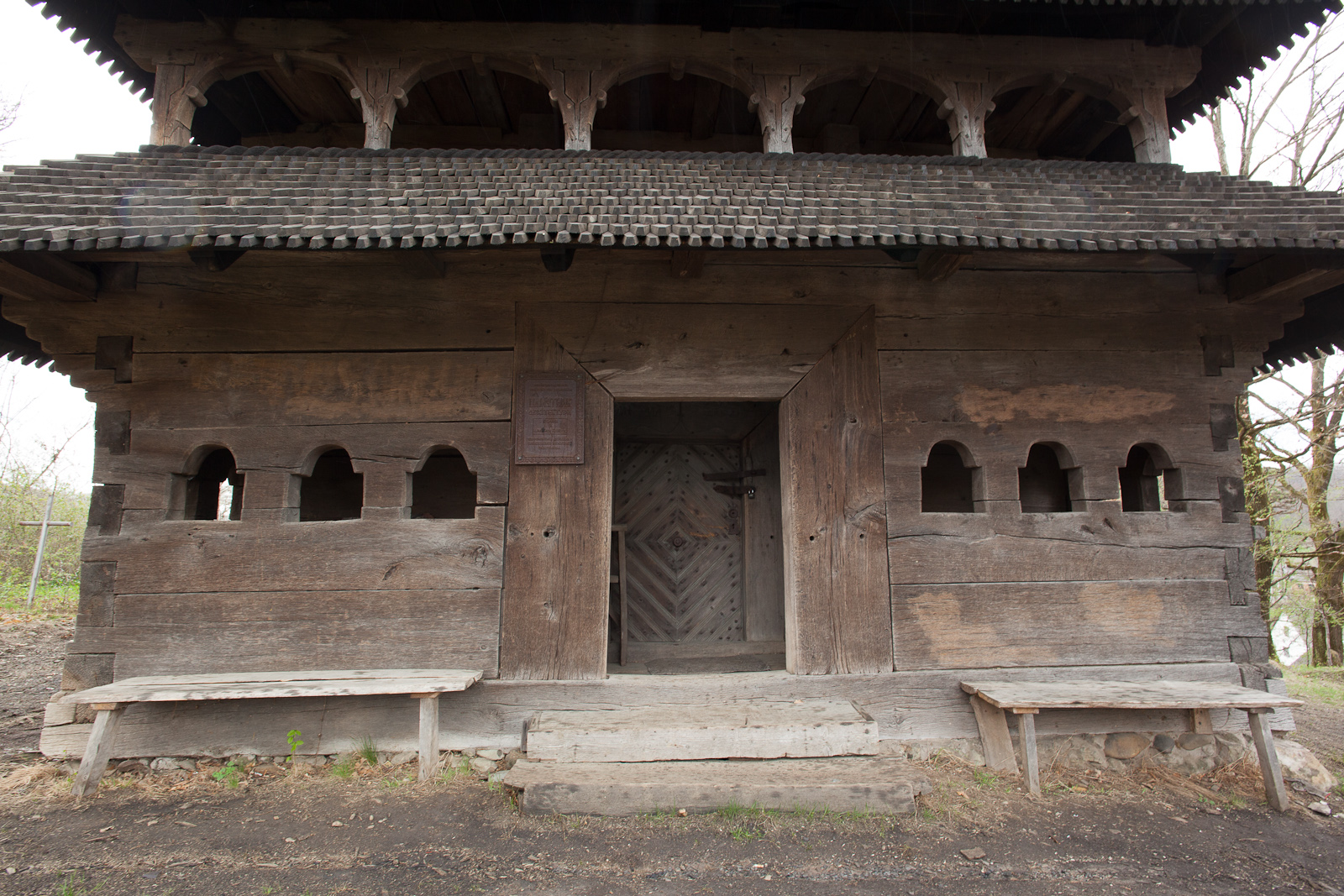
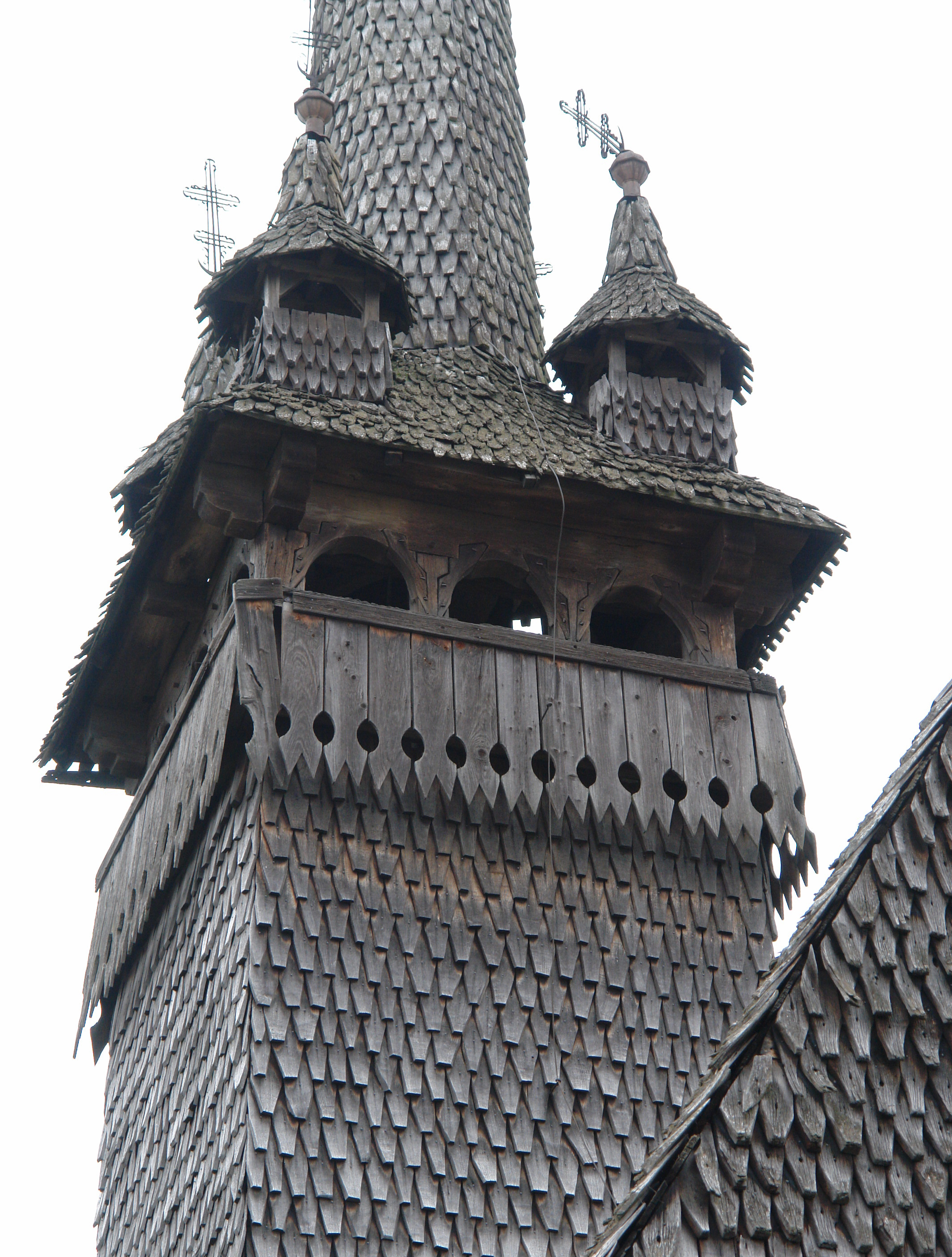
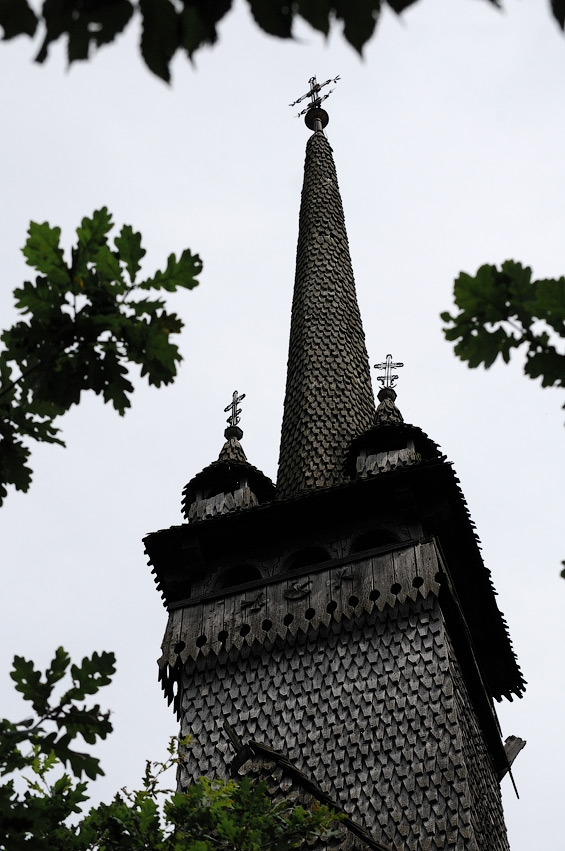

## Див також
- Церква святого Михаїла (Крайниково)
- Свято-Параскевський храм (Олександрівка)
- Церква святого Миколая (Сокирниця)
- Церква Різдва Пресвятої Богородиці (Стеблівка)